# Chistes de Radio Ereván

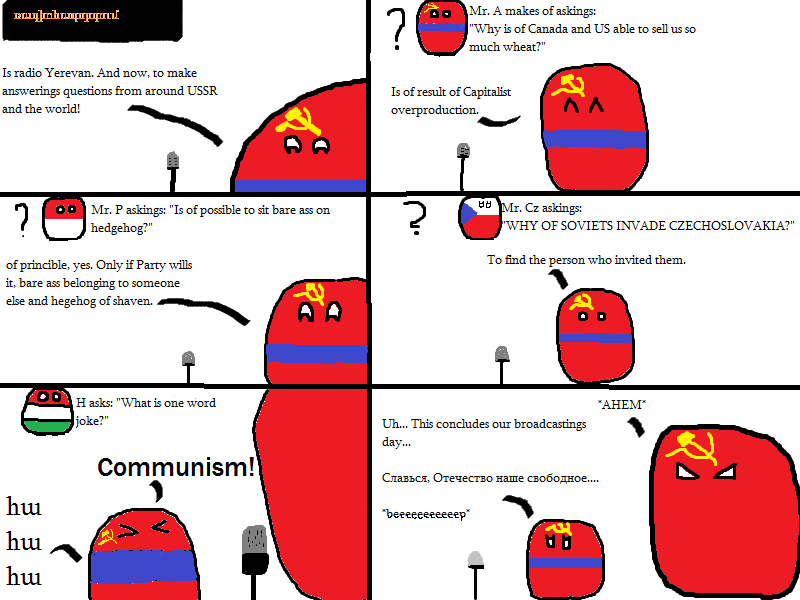
Polandball se burla de los chistes de Radio Ereván

Los Chistes de Radio Ereván, también conocido como Los chistes de la Radio Armenia, fueron populares a través de la Unión Soviética y otros países del antiguo Bloque del Este desde la segunda mitad del siglo XX. Los chistes tenían un formato de preguntas y respuestas, que pretendían ser preguntas realizadas por la audiencia a un programa de la Radio Pública de Armenia. Un típico formato de los chistes eran "Radio Ereván fue preguntada..." y "Radio Ereván contestó".
Estos son algunos ejemplos de los chistes de Radio Ereván:
- La Radio Armenia fue preguntada: "¿Es saludable dormir con una ventana abierta?"

La Radio Armenia contestó: "Sí, pero con una mujer es mucho mejor."
- La Radio Armenia fue preguntada: "¿Es cierto que el poeta Vladimir Mayakovsky se suicidó?"

La Radio Armenia contestó: "Sí, es cierto, pues sus últimas palabras fueron No disparen, camaradas!"
- La Radio Armenia fue preguntada: ¿"Es cierto que un arma nuclear puede destruir la bella ciudad de Ereván?"

La Radio Armenia contestó: "En un principio, es cierto. Pero Moscú es una ciudad mucho más bella."
- La Radio Armenia fue preguntada: ¿Está todo bien en Armenia respecto a la carne?

La Radio Armenia contestó: Sí, todo está bien con la carne, pero todo es terriblemente malo si no hay carne.
- La Radio Armenia fue preguntada: ¿Por qué establecieron un Ministerio de Marina en Armenia, si no tienen salida al mar?

La Radio Armenia contestó: Para fastidiar a Azerbaiyán. Pues ellos establecieron un Ministerio de Cultura.
- La Radio Armenia fue preguntada: ¿Qué es la amistad socialista de las naciones?

La Radio Armenia contestó: Es cuando los armenios, rusos, ucranianos, y el resto de los pueblos de la URSS se unen en una hermandad para dar una paliza a los azeríes.